# Tito Livio Burattini

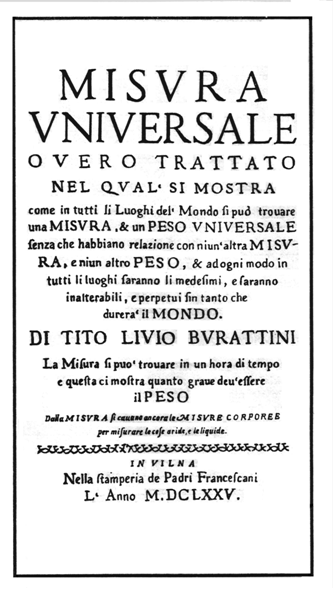
Het werk Misura Universale door Tito Livio Burattini

Tito Livio Burattini (Agordo, 8 maart 1617 - Vilna, 17 november 1681) was een Italiaans wiskundige, wetenschapper en cartograaf.
Burattini werd geboren in een oude familie van plattelandsadel. Aan het eind van 1637 ging hij naar Egypte, waar hij tot 1641 verbleef. Als tekenaar en cartograaf was hij betrokken bij de belangrijkste monumenten van Alexandrië, Memphis en Heliopolis.
In Krakau stond hij in contact met Jeroen Pinocci Pudlowsky en Stanislaw, een leerling van Galileo Galilei. Samen hebben ze studies uitgevoerd op het gebied van de optica en astronomie.
Hij was de eerste die het begrip meter Metro Cattolico invoerde en wel als de lengte van een slinger met een halve periode van 1 seconde.